# Hutton de Courtenay
Hutton de Courtenay, né vers 985, et mort après l'an 1034 à Courtenay, parfois appelé Athon,, est le fondateur de la Maison de Courtenay. 
Aux alentours de l'an 1000, Hutton profite de la guerre de succession de Bourgogne entre Robert II le Pieux et Otte-Guillaume de Bourgogne pour s'emparer de Courtenay (Loiret actuel), qu'il fortifie et où il bâtit un château.

## Famille
Il est le fils de Renaud seigneur de Château-Renard, dont il hérite du titre.
Le nom de sa femme n’est pas connu.
Il a pour enfants :
- Jocelin de Courtenay (1034 - après 1070/1075 ?)[n 1] ;
- Hersende, dont le nom est déterminé d'après une charte datée d'environ 1090 : Roscelinus de Monsterollo atque Stephanus filius Heldoini et Hersendis uxor eius… Stephanus filius Goscelini et uxor eius Hersendis. Cette charte cite deux Hersende, dont l'une est la femme de Heldoin et mère d'Étienne, et la seconde est la femme d'Étienne fils de Jocelin. Une incertitude plane donc sur l'identité de cette Hersende. Toujours est-il qu'Étienne a vraisemblablement (mais sans certitude) pour fils[4] :
  - Adam (1060/1065[n 2] – après 1141)[n 3], qui devient seigneur de Chailly (canton sud de Melun) par son mariage avec Mahaut ou Mathilde de Melun, fille héritière de l'un des premiers vicomtes de Melun[5],
  - Gauthier[4].